# Arno Ganzer

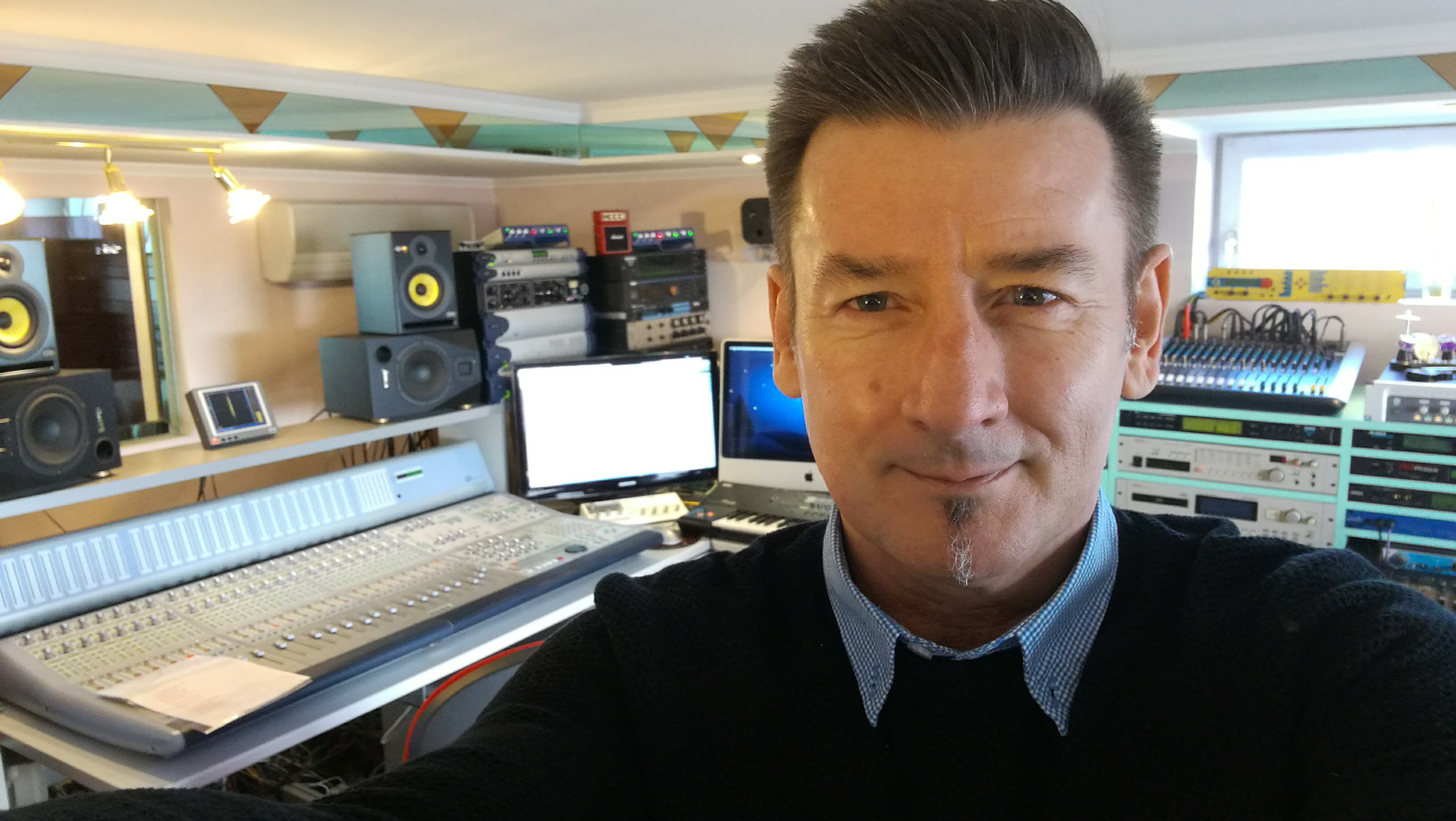
Arno Ganzer

Arno Ganzer (geboren am 6. Februar 1966 in Kufstein) ist ein österreichischer Komponist und Texter.

## Leben
Arno Ganzer ist ein Enkel des Komponisten Karl Ganzer, der das Kufsteinlied komponierte. Ganzer wuchs in Kufstein auf besuchte dort die Volksschule und Hauptschule, er zog mit 16 Jahren in die Steiermark nach Leibnitz. Arno Ganzer ist musikalisch Autodidakt, spielt Gitarre und Mundharmonika. Er spielte in verschiedenen musikalischen Formationen, meistens aber in einem Duo und sammelte so seine Erfahrungen als Musiker. Im Jahr 2010 absolvierte Ganzer eine Ausbildung zum "Certified Sound Engineer"  und arbeitet seit 2008 auf freiberuflicher Basis mit dem Musikproduzenten Christian Maier zusammen.

## Komposition und Produktion
Seit 2007 ist Ganzer ordentliches Mitglied bei der AKM und AUME in Österreich. In demselben Jahr hatte Ganzer seine erste Veröffentlichung auf den Öffentlichen Radiostationen (ORF) mit dem Song Ich liebe Dich gesungen von dem Steirischen Interpreten Mike Werner. Es folgten weitere Veröffentlichungen im ORF unter anderem von und mit Wolfgang Beer – Ich glaube an Dich, Theo Rantascha – Te Quiero, Anita Wagner – Du weckst den Tiger in mir, Erich Frei – Die erste Liebe, Kristall – Abheben, Michael Raffeis – Hauptsach es bewegt sich was, Chris Kaye – Verzeih mir, Simon Valentino – Daniela, Christian Reinthaler – Halt mi, drück mi, sowie Sandra May – Gedanken.
Zu den größten Erfolgen von Ganzer zählen Das Nockalm Quintett mit dem Song Ohne dich wär ich verloren, das auf dem Album Du warst der geilste Fehler meines Lebens zu finden ist, sowie ein Platz auf dem Album Für Dich von Andreas Martin mit dem Song Unter dem Regenbogen. Für die Sängerin Allessa komponierte Ganzer den Song Adrenalin, der 2015 Platz 20 der Charts in Österreich erreichte. Weiters platzierte sich Ganzer auf dem Album von Mark Pircher mit der Ballade Wo die Liebe lebt, der zum Offiziellen Pro Juventute Song gewählt wurde, den er zusammen mit Wolfgang Hofer (Komponist vieler Songs für Udo Jürgens) komponierte.
2017 schaffte es Ganzer mit dem Lied Dem Himmel sei Dank auf das Album Zauberland von den Amigos, die schon nach der ersten Woche ihrer Veröffentlichung im Juli 2017 auf Platz eins der deutschen Albumcharts landeten. Auch in der Schweiz gelang den Amigos Platz 1 in den "Swiss Charts" sowie Platz 2 in den Austrian Charts.

## Kompositionen (Auswahl)

### Text und Musik
- 2011: Sieben Schritte, Christa Fartek
- 2012: Ich tanz mit dir, Silvio Samoni
- 2014: Unter dem Regenbogen, Andreas Martin[4]
- 2014: Ohne Dich wär ich verlorn, Nockalm Quintett
- 2015: Lieb mich, wenn du lieben kannst,  Mario & Christoph ( Ehem. Alpentrio Tirol)
- 2015: Und der Himmel war so nah, Alexander Rier (Sohn von Norbert Rier, Kastelruther Spatzen)
- 2015: Adrenalin, Allessa[5]
- 2015: I bin da, La Goassn
- 2015: Wo die Liebe lebt, Marc Pircher & Markus Wolfahrt[6]
- 2017: Dem Himmel sei Dank, Amigos[7][8]